# Parti des automobilistes
Le Parti des automobilistes est un parti politique suisse fondé en 1985 à Zurich. Il porta successivement le nom de Parti des automobilistes (1985-1994) en réaction à la vague politique écologiste d'alors, puis de Parti suisse de la liberté (1994-2009) avant de reprendre son nom d'origine le 24 octobre 2009, lors de son assemblée générale.

## Historique
Entré au Conseil national en 1987, le parti comptera jusqu'à 8 députés lors de la législature 1991-1995.
Créé en réponse aux succès de la gauche et des écologistes, le parti s'appelle d'abord le « Parti des automobilistes ». Ses idées politiques sont très proches de l'UDC, bien que le parti s'engage très rapidement sur des thèmes d'extrême-droite. En 1992, il s'oppose avec l'UDC à l'entrée de la Suisse au sein de l'EEE. En 1994, la section zurichoise désire lancer une discussion sur « la peine de mort pour les dealers ». Pour les élections de 1995, le parti reprend sa charge contre les étrangers avec le slogan « Das Boot Säuft Ab! » (Le bateau coule!) en référence à « Das Boot Ist Voll! » (La barque est pleine!).
En 2007, le parti a lancé avec les Démocrates suisses l'initiative « Pour la liberté d'expression - non aux muselières ! », dont le but est d'abolir la norme pénale contre le racisme. Faute de signatures, elle est abandonnée.

## Déclin du PSL et montée simultanée de l'UDC
Après avoir obtenu plusieurs mandats communaux, cantonaux et même nationaux (8 mandats entre 1991-1995 et 7 entre 1995-1999), le parti se voit quasiment absorbé par l'UDC lors des élections fédérales de 1999, où des ex-membres importants de la présidence et même des sections cantonales entières rejoignent l'UDC. Son ancien président Roland Borer (président du PSL de 1994-1998) devient également membre et élu de l'UDC en 1999, tout comme Ulrich Giezendanner qui se fait réélire sous les couleurs de l'UDC.
- Lors des élections cantonales de Zurich de 1999, les 3 mandats du PSL sont récupérés par l'UDC[8]. À Saint-Gall, la moitié des élus PSL avaient rejoint l'UDC lors d'un transfert[9] et la section cantonale décida sa dissolution en décembre 1999.
- En 2000, tous les sièges du PSL sont perdus à Schaffhouse et Bâle-Ville au profit d'une augmentation sensible des sièges de l'UDC.
- En 2001, les membres élus à Soleure sous l'étiquette PSL rejoignent tous l'UDC[10]. Les résultats du PSL passent de 7,1 % (1997) à 0 % (2001) alors que l'UDC passe de 4,7 % (1997) à 13,8 % en 2001[11].
- En 2002, à Berne, le PSL perd ses 2 sièges, alors qu'il en avait gagné 4 en 1998 (deux membres avaient rejoint l'UDC)[10].
- En 2003, lors des élections fédérales, le PSL n'est plus enregistré au sein du Registre des partis tenus par la Chancellerie fédérale[12].
- En 2005, le PSL perd son dernier mandat lors des élections en Argovie.
- En 2006, le PSL gagne à nouveau un siège au parlement bernois, qu'il perdra lors des élections cantonales de 2010 en ne présentant aucun candidat.
- En 2009, le conseiller municipal PSL René Schlauri (exécutif) de Bienne quitte le parti et rejoint l'UDC. Les membres du PSL créent un nouveau parti, Les Confédérés.
- En 2012, le Parti des automobilistes ne détient plus aucun mandat cantonal et un seul mandat communal dans toute la Suisse, avec Werner Pauli, élu au législatif de la ville de Berne[13] sur une  liste des indépendants de droite[14]. Lors des élections communales bernoises, il ne se présente plus, ni aucun autre candidat du parti[14].

## Sections
En 2010, on comptait quatre partis cantonaux dans les canton d'Argovie, de Berne, de Lucerne et Zurich.
À la suite du retour de l'ancien nom, de nouvelles sections ont vu le jour. En 2012, le parti existait dans les cantons d'Argovie, de Bâle-Campagne, Berne, Lucerne, Soleure, de Thurgovie, et de Zurich.
Le parti ne présente aucune liste pour les élections fédérales de 2023.